# Сліпко-Москальців Кость
Кость Сліпко-Москальців (1901, Варшава —  10 червня 1938) — український маляр, критик і теоретик мистецтва. Викладач Інституту народної освіти в Харкові (1925 — початок 1930-х років).

### Освіта
Костянтин Якович закінчив Харківську гімназію ім. Б. Грінченко. Після закінчення гімназії майбутній мистецтвознавець переїжджає до Києва, де навчається у майстерні видатного майстра монументального живопису Михайла Бойчука. Ідеї М. Бойчука справили велике враження на юнака і сильно вплинули на його світогляд. Саме тут він познайомився з Василем Седляром та Іваном Падалкою, — яскравими представниками школи монументального живопису.
Після повернення до Харкова Сліпко-Москальців був запрошений на вакансію вчителя малювання у гімназії ім. Б. Грінченко. З 1921 р. Костянтин Якович, під керівництвом професора Мамонтова, працює викладачем малювання в інституті народної освіти у Харкові. У своїй педагогічній діяльності він розвиває принципи монументальної школи М. Бойчука — глибоке вивчення народного та іконописного мистецтва давньої України, звернення до тем українського фольклору та національної історії. З 1923 р. К. Я. Сліпко-Москальців — секретар науково-дослідної кафедри педагогіки, на базі котрої у жовтні 1926 р. був створений центр наукових досліджень з педагогічних наук — Український науково-дослідний інститут педагогіки (УНДІП). У 1934 р. головний склад інституту переїхав до Києва — нової столиці УССР. Згодом К. Сліпко-Москальців починає працювати у харківському Музеї образотворчого мистецтва. За свідченням А.Б. Смоленського, головного зберігача цього музею, Костянтин Якович був завідувачем відділом українського мистецтва від 1935 р. до дня його арешту у 1938 р. включно. Разом з тим Сліпко-Москальців викладав в Харківському художньому інституті.
Сліпко-Москальців виступав в пресі з доповідями, брав участь у мистецьких диспутах. Погляди мистецтвознавця окреслювались ідеями творчої організації «Асоціації революційного мистецтва України» (АРМУ), а саме вболіванням за долю національного мистецтва та його відродження у новій національній мистецькій формі, а також прагненням позбутися натуралізму у живопису, що відверто суперечило офіційній доктрині того часу.
26 квітня 1938 р. пролунав вирок — розстріл і конфіскація всього особистого майна. К. Я. Сліпко-Москальціва розстріляли 10 червня 1938 р. Кримінальна справа за обвинуваченням Костянтина Яковича Сліпко-Москальціва була переглянута в Харківському обласному суді 13 червня 1958 р., а постанова Особливої Тройки УНКВД Харківської області від 26 травня 1938 р. відмінена за відсутністю складу злочину. Цього ж року, але трохи раніше, Військова Колегія Верховного Суду СРСР (1 лютого 1958 р.) провела перевірку архівно-кримінальної справи №267310 за звинуваченням В. Седляра, М. Бойчука, І. Падалки, скасувавши вирок 1937 р.
Монографії: «М. Бойчук», «С. Васильківський» (1930), «О. Мурашко» (1931); статті у журналі «Червоний шлях»: «Розвиток і перспективи графіки СРСР» (1929), «Тарас Шевченко як художник» (1930) та ін.